# Vålfallstjärnen
Vålfallstjärnen är en insjö i Smedjebackens kommun i Dalarna som ingår i Norrströms huvudavrinningsområde.